# 초조본 성지세다라니경
초조본 성지세다라니경(初雕本 聖持世陀羅尼經)은 대한민국 경기도 용인시 기흥구 경기도박물관에 있는 고려시대의 목판본 불경이다. 2008년 12월 22일 대한민국의 보물 제1579호로 지정되었다.

## 개요
이 불경은 10세기 말에 인도 출신의 학승 시호(施護)가 번역한 초조대장경 가운데 하나이다. ‘성지세다라니(聖持世陀羅尼)’라는 이름은 ‘덕망이 높은 지세보살(持世菩薩)의 주문’이라는 뜻이며, 수지(受持) 독송(讀誦)하면 무거운 죄도 소멸시킬 수 있으며, 소원을 성취할 수 있다고 설하고 있다.
각자(刻字)가 정교하고, 글자의 먹색 및 지질 등으로 보아 11세기 인출의 정각본으로서 초조판(初雕板)의 원형을 살필 수 있어 역사적 의미가 깊다. 권말에는 신역(新譯)할 때의 증의자(證義者), 철문(綴文), 필수(筆授), 증범문(證梵文), 증범의(證梵義), 윤문(潤文)자의 기록이 있어 그 당시 불경을 한역하는 방법 및 역경(譯經) 과정을 알 수 있는 중요한 자료이다.

## 참고 자료
- 초조본 성지세다라니경 - 국가유산청 국가유산포털